# Гроицш
Гроицш (њем. Groitzsch) град је у њемачкој савезној држави Саксонија. Једно је од 41 општинског средишта округа Лајпциг. Према процјени из 2010. у граду је живјело 8.262 становника. Посједује регионалну шифру (AGS) 14729170.

## Географски и демографски подаци
Гроицш се налази у савезној држави Саксонија у округу Лајпциг. Град се налази на надморској висини од 152 метра. Површина општине износи 70,1 km². У самом граду је, према процјени из 2010. године, живјело 8.262 становника. Просјечна густина становништва износи 118 становника/km².